# Cypselurus hiraii
Cypselurus hiraii é uma espécie asiática de peixe-voador que chega a ficar no ar por mais de 40 segundos, cobrindo distâncias superiores a 400 m, com velocidade de até 70 km/h.